# Cerianthus vogti
Cerianthus vogti is een Cerianthariasoort uit de familie van de Cerianthidae. De wetenschappelijke naam van de soort is voor het eerst geldig gepubliceerd in 1890 door Danielssen.